# 恋のビギナーなんです (T T)
「恋のビギナーなんです (T_T)」（こいのビギナーなんです）は、山口理恵のシングル。2012年4月25日にFlyingDogから発売された。

## 概要
声優・山口理恵のシングルとしては前作のmanzoのデュエットを経て、本作は初の単独で歌唱し、manzoが作曲・編曲のみ担当している。表題曲「恋のビギナーなんです (T_T)」は、テレビアニメ『これはゾンビですか? オブ・ザ・デッド』のエンディングテーマとして使用された。カップリング「またあしたねII」は同アニメの挿入歌。

## 収録曲
1. 恋のビギナーなんです (T_T)  [4:23]
作詞：山口理恵、作曲・編曲：manzo
テレビアニメ『これはゾンビですか? オブ・ザ・デッド』のエンディングテーマ。
2. ずっと [4:51]
作詞：山口理恵、作曲・編曲：吉田ゐさお
3. またあしたねII [4:59]
作詞：中野愛子、作曲：柿島伸次、編曲：藤澤慶昌
テレビアニメ『これはゾンビですか? オブ・ザ・デッド』の挿入歌。
4. 恋のビギナーなんです (T_T) 〜without vocal
5. ずっと 〜without vocal
6. またあしたねII 〜without vocal